# Архангельська могила
Архангельська могила — історична пам'ятка на Донеччині. Подібно, як Савур, загинув на високій могилі біля села Архангельського Ясинуватського району запорізький козак Архангел.
На тій могилі, що на вододілі Дніпровського й Донецького доріч, до радянської влади стояла дубова вежа-тринога, на якій ще за козаччини сторожили січовики. На схід і на захід од цієї могили на відстані 10-12 км уздовж хребта Донецького кряжу височили інші могили з козацькими вишками. Багато з них розкопали й розорали колгоспи. В одному кургані в 1936 р. знайдено тлінні останки багатого козака зі зброєю. Тоді ж розкопано ще два козацькі поховання: один козак-запорожець лежав накритий червоною китайкою без домовини, а другий — у дубовому гробі, збитому без жодного цвяха. Коли відкрили труну, побачили кості козака в червоних шароварах і синьому жупані, підперезаному зеленим поясом. Лежав він лицем донизу, а за поясом мав горобчик горілки, запечатаний сургучем.